# Ерофеев, Михаил Родионович
Михаил Родионович Ерофеев (1 ноября 1857—1941, Ницца) — военачальник Русской императорской армии, генерал от инфантерии, белогвардеец.

## Биография
Общее образование получил в Псковской военной прогимназии. Службу начал 7 июля 1874 года юнкером рядового звания во 2-м Константиновском военном училище. Выпущен подпоручиком в 1876 году (старшинство с 10.08.1876) с прикомандированием к л-гв. Московскому полку. Прапорщик гвардии (ст. 08.08.1877).
Принял участие в русско-турецкой войне 1877-78. Подпоручик гвардии (ст. 30.08.1877). В 1882 году по 2-му разряду окончил Николаевскую военную академию. 30 августа 1882 года произведён в поручики гвардии c переименованием в штабс-капитаны Генштаба.
Числился за Кавказском ВО. Служил старшим адъютантом штаба 19-й пехотной дивизии. 30 августа 1884 года произведён в капитаны. С 1 декабря 1885 по 14 сентября 1886 года отбывал цензовое командование ротой в 75-м пехотном Севастопольском полку. С 15 февраля 1888 по 2 мая 1895 года штаб-офицер при Управлении начальника 23-й местной бригады. 24 апреля 1888 года произведён был в подполковники. Цензовое командование батальоном отбывал в 77-м пехотном Тенгинском полку с 1 мая по 1 сентября 1891 года. В 1892 году за отличие произведён в полковники (ст. 05.04.1892). Со 2 мая 1895 года по 24 января 1900 года начальник штаба 21-й пехотной дивизии. Затем командовал Ширванским 84-м пехотным полком, после чего 10 марта 1903 года стал генерал-майором и назначен начальником военных сообщений Киевского ВО.
8 декабря 1904 года снимается с должности и направляется на русско-японскую войну, где тут же стал начальником военных сообщений 3-й Маньчжурской армии. Затем командовал до июня 1906 года 2-й бригадой 39-й пехотной дивизии. До июня 1907 года командовал 1-й бригадой 21-й пехотной дивизии и был произведён в генерал-лейтенанты. С 20 июня 1907 года по 2 февраля 1909 года комендант Карсской крепости, затем начальник Кавказской гренадерской дивизии, командир 1-го Туркестанского армейского корпуса, с которым вступил в Первую мировую войну. В 1913 году произведён в генералы от инфантерии. В следующем году зачислен в резерв чинов при штабе Двинского ВО. 17 июня 1915 принял командование 7-го Сибирского армейского корпуса, но через месяц вернулся обратно в резерв чинов. В 1916 году участвовал в подавлении Туркестанского восстания. Переведён в резерв чинов при штабе Киевского ВО.
В Гражданскую войну воевал на южном фронте. 29 января 1919 года зачислен во ВСЮР. Управлял Минераловодским районом.
Эмигрировал во Францию. Умер в Ницце. Похоронен на кладбище Кокад.

## Награды
Русские ордена:
- Св. Анны 4-й ст. (1877)
- Св. Станислава 3-й ст. с мечами и бантом (1878)
- Св. Анны 3-й ст. с мечами и бантом (1878)
- Св. Станислава 2-й ст. с мечами (1878)
- Св. Владимира 4-й ст. (1884)
- Св. Анны 2-й ст. (1891)
- Св. Владимира 3-й ст. (1896)
- Св. Станислава 1-й ст. с мечами (1905)
- Св. Анны 1-й ст. (06.12.1910)
- Св. Владимира 2-й ст. с мечами (04.06.1915)[7]